# Dragutin Najdanović
Dragutin Najdanović (serbisch-kyrillisch Драгутин Најдановић; * 15. April 1908 in Belgrad; † 3. November 1981) war ein jugoslawischer Fußballspieler.

## Laufbahn
Dragutin Najdanović spielte auf Vereinsebene als Angreifer für den Beogradski SK, den heutigen OFK Belgrad. Sein Debüt in der jugoslawischen Nationalmannschaft gab er am 6. Mai 1928 im Turnierspiel um den König-Alexander-Pokal in seiner Heimatstadt Belgrad gegen Rumänien, das mit einem 3:1-Sieg endete. Nach zwei weiteren Einsätzen, unter anderem beim 2:2-Unentschieden gegen Bulgarien am 15. Juni 1930 in Sofia, zu dem er sein einziges Länderspieltor beisteuerte, wurde er in den jugoslawischen Kader für die wenig später beginnende erste Fußball-Weltmeisterschaft in Uruguay berufen. Dort kam er im Vorrundenspiel gegen Bolivien zum Einsatz, das mit 4:0 gewonnen wurde. Im Halbfinalspiel gegen Gastgeber Uruguay, das mit einer 1:6-Niederlage endete, wurde er nicht aufgeboten. Weitere Länderspiele kamen nicht mehr hinzu.